# Укурей (аэродром)
Укурей (Ukurey) — недействующий военный аэродром в Забайкальском крае, Чернышевский район. Расположен в 11 километрах на запад от села и железнодорожной станции Укурей, на окраине села Комсомольское. Гарнизон авиаторов назывался Ареда (или Укурей-2). В 3,5 км западнее аэродрома протекает река Ареда.

## История
Аэродром имел две бетонных ВПП, комплекс рассредоточенных стоянок и укрытий. Позывной — «Печора» (вышка). Гарнизон именовался Ареда. В советские годы на аэродроме базировались:
- 192-й гвардейский военно-транспортный авиационный Керченский Краснознаменный полк (в/ч 26212) на самолётах Ан-12, Ил-76, А-50;
- 193-й гвардейский отдельный разведывательный авиационный полк (в/ч 10201) двухэскадрильного состава на МиГ-25РБ и Як-28Р;
- части обеспечения.

С начала 1930-х гг. в Забайкалье началась реконструкция старых и строительство новых аэродромов. Так появился аэродром Нерчинск. Статус основного аэродром получил не сразу. После событий на Китайско-Восточной железной дороге было принято решение об усилении авиационной группировки Забайкалья двумя тяжелобомбардировочными бригадами. Одна из них разместилась на аэродроме Домна. Идеальным вариантом для второй было бы размещение в Борзе, как раз на Маньчжурском направлении. Но тактические нормативы базирования тяжелой бомбардировочной авиации запрещали располагать их в непосредственной близости от государственной границы. Поэтому вторым аэродромом был определён Нерчинск.
Летом 1932 года на аэродром Нерчинск из Воронежа перебазировалась 29-я авиационная бригада тяжелых бомбардировщиков ТБ-3. Личный состав бригады размещался в Нерчинске. Вскоре было принято решение о строительстве второго аэродрома для бригады — в 60 км от Нерчинска, в степи, недалеко от железнодорожной станции Укурей, поэтому аэродром и военный городок получили свое название по наименованию этой станции. В Нерчинске остался штаб бригады, четыре авиационные эскадрильи и часть авиационного парка.
В 1938 году на аэродроме Укурей сформирован 4-й тяжелобомбардировочный авиационный полк на самолётах ТБ-3. В мае — сентябре 1939 года полк участвовал в боях на реке Халхин-Гол. Выполнил 500 боевых вылетов на бомбардировку и 200 — на транспортировку военных грузов. В июле 1941 года полк полным составом убыл на фронт.
С связи с реформированием ВВС на основании Постановления СНК № 1344-524сс от 25 июля 1940 года на аэродромах Нерчинск и Укурей 12 октября 1940 года сформирована 30-я смешанная авиационная дивизия. Согласно постановлению была утверждена новая организационная структура ВВС РККА: авиационная дивизия формировалась в составе управления дивизии и 4—5 авиационных полков; авиационный полк формировался в составе 4—5 авиационных эскадрилий; авиационная эскадрилья формировалась в составе 4 — 5 авиазвеньев; авиационное звено формировалось в составе 3 самолётов. В состав дивизии вошли 4-й дальнебомбардировочный, 51-й истребительный и 15-й штурмовой авиационные полки.
С началом Великой Отечественной войны полки дивизии были перебазированы на Западный фронт. Так, 5 июля 1941 года с аэродрома Укурей 4-й дальнебомбардировочный авиационный полк в составе 73-х самолетов ДБ-3А вылетел на фронт. Уже 7 августа 1941 года полк вошел в состав 42-й дальнебомбаровочной авиационной дивизии, прибыв на фронтовой аэродром. С 8 августа полк включился в боевую работу.
В 1967 году с аэродрома Завитинск на аэродром перебазировался 192-й гвардейский военно-транспортный авиационный Керченский Краснознаменный полк. На вооружении полка были самолёты Ан-12, затем Ил-76. В 1985 году в полку сформирован отряд на самолётах А-50. Полк расформирован в 1995 году, две эскадрильи переданы на аэродром Оренбург-2, первая эскадрилья переведена в г. Смоленск (в\ч 15401).
В апреле 1947 года с аэродрома Будапешт-Матияшфолд на аэродром перебазировался 193-й гвардейский отдельный разведывательный авиационный полк. В 1968 году в полк влились две эскадрильи из Борисполя (333-я ораэ) и одна — из Шаталово (75-я окраэ). Первоначально на вооружении полка были самолёты Ил-28Р и Як-27Р. Полк расформирован в 1989 году.
Гарнизон расформирован в 1995 году. До конца 20-го века аэродром эпизодически использовался в качестве запасного (с действующих аэродромов командировалась группа РП). В настоящее время аэродром и жилой городок брошены.

## Авиационные происшествия
- 11 февраля 1970 года. Катастрофа самолета—разведчика Як-27Р. Цель полёта — не известна. За время полёта в районе аэродрома резко ухудшились метеоусловия (ветер, пурга). Самолёт разбился при заходе на посадку в вечернее время после долгого барражирования с целью выжигания топлива. Пилот капитан Николай Локтионов катапультировался, но погиб из-за недостаточной высоты. Штурман Урютин Игорь Николаевич погиб с машиной.
- 24 августа 1982 года. Катастрофа самолёта Ан-12БП 192-го транспортного полка. Полёт по маршруту ночью в боевом порядке «поток» в облаках по маршруту Укурей — полигон Мухор-Кондуй — Укурей на экспериментальное бомбометание. Через 1 ч 57 мин после взлёта произошло самопроизвольное выключение двигателей № 1 и 2 с автоматическим флюгированием воздушных винтов, а ещё через 16 мин 19 сек выключился двигатель № 3, а через 27 сек — двигатель № 4. Экипаж покинул самолёт с парашютами, командир корабля, выходивший последним — погиб из-за недостаточной для покидания высоты. Причина АП — заправка топливом с примесью воды.
- 27 августа 1984 года. Самолёт Ан-12БП. Выполнялся полёт по маршруту в боевом порядке «поток пар». Через 1 ч 16 мин после взлёта произошёл последовательный отказ двигателей № 2, 1 и 4. После флюгирования винтов отказавших двигателей КК доложил о случившемся ведущему группы, по его команде вышел из боевого порядка и взял курс на аэродром Чита. Определив невозможность полёта до запасного аэродрома, КК принял решение на выполнение вынужденной посадки в поле с убранным шасси, с закрылками, выпущенными на 25 гр, и с невыработанным топливом в подпольных баках. В результате вынужденной посадки возник пожар. Самолёт сгорел, экипаж погиб, кроме кормового стрелка (Сизиков И. Г.). Причина АП — грубые нарушения технологии подготовки воздушного судна в полёту — заправка самолёта некондиционным топливом (с примесью воды).